# Port lotniczy Cooch Behar
Port lotniczy Cooch Behar (IATA: COH, ICAO: VECO) – port lotniczy położony w Cooch Behar, w stanie Bengal Zachodni, w Indiach.